# Kastell Höchst
Das Kastell Höchst am Main war ein frühkaiserzeitliches römisches Militärlager, dessen Areal heute komplett durch den Frankfurter Stadtteil Höchst überbaut ist. Die exakte Datierung des Kastells ist nicht mehr möglich. Eine besondere Bedeutung für die umliegenden Kastelle am Limes hatte es auch als ein Zentrum der Ziegelproduktion.

## Lage und Beschreibung
Das Kastell lag zwischen der Mündung der Nidda in den Main westlicherseits und der fruchtbaren Ebene der Wetterau östlicherseits, direkt am Main, im heutigen Rhein-Main-Gebiet.
Der Kastellplatz zeichnete sich durch einige günstige Faktoren aus. Hier kreuzten sich mehrere Verkehrswege, für Transporte waren vor allem die schon damals schiffbaren Flüsse Main und Nidda von Bedeutung, da die Nidda an dieser Stelle in den Main mündet. Die wichtigste Straße war die Elisabethenstraße, eine schon seit prähistorischen Zeiten bestehende Ost-West-Verbindung vom Rheintal zur Wetterau, die von Mainz-Kastel ihren Ausgang nahm. Sie lief hier verhältnismäßig nahe am Main und auch dementsprechend am Kastell Höchst vorbei. Über diese erreichte man auch Nida-Heddernheim, den Hauptort der Civitas Taunensium. Eine lokale Verbindung zum Kastell Saalburg, das allerdings zur Zeit des Höchster Kastells noch nicht existierte, bestand über den Lindenweg.
Das unmittelbar am Flusslauf liegende Hochplateau, das von den Armen des Liederbachs umflossen wurde, begünstigte die Lage des Kastells zusätzlich. Weiters fand sich (in etwa auf der Höhe der heutigen Fährverbindung) eine Furt über den Main. Die örtliche Geländestruktur ermöglichte zudem die Anlage eines Flusshafens in der Niddamündung (⊙).
Angesichts der Zeitstellung kann von einem Holz-Erde-Kastell ausgegangen werden. Über die genaue Ausdehnung der Kastellanlagen ist aber bis heute nichts Genaues bekannt. Grabungen förderten auf dem Grundstück Bolongarostraße 152, im Hof des Kronberger Hauses (⊙), nur zwei parallel verlaufende Spitzgräben zutage, aus deren Verfüllung frühkaiserzeitliche Keramik geborgen wurde. Etwa 150 m weiter südlich, westlich anschließend an die Justinuskirche im Kirchgarten (⊙) wurde ein weiterer Verteidigungsgraben gefunden. Ein weiterer Kastellgraben mit West-Ost-Verlauf wurden in der Zuckschwerdtstr. 1 gefunden, welcher römische Backöfen überdeckt. Mit älteren Funden im Bereich nördlich der Bolongarostr. und entlang der Zuckschwerdtstr., deuten sie auf die Nordseite des Kastells hin. Ob diese Gräben zur ein und derselben Anlage gehörten oder ob es sich sogar um zwei separate Kastelle handelt, ist bis heute unbekannt. Sollte es sich jedoch tatsächlich um die Umwehrung nur eines Kastells handeln, so hätte dieses eine eher untypische Trapezform aufgewiesen.
Auf dem Grundstück Bolongarostraße 101 (⊙) wurden bei zwei Grabungen Siedlungsreste gefunden. Dabei wurde ebenfalls eine Reihe frühkaiserzeitlicher Keramikscherben entdeckt.

## Datierung und Befunde

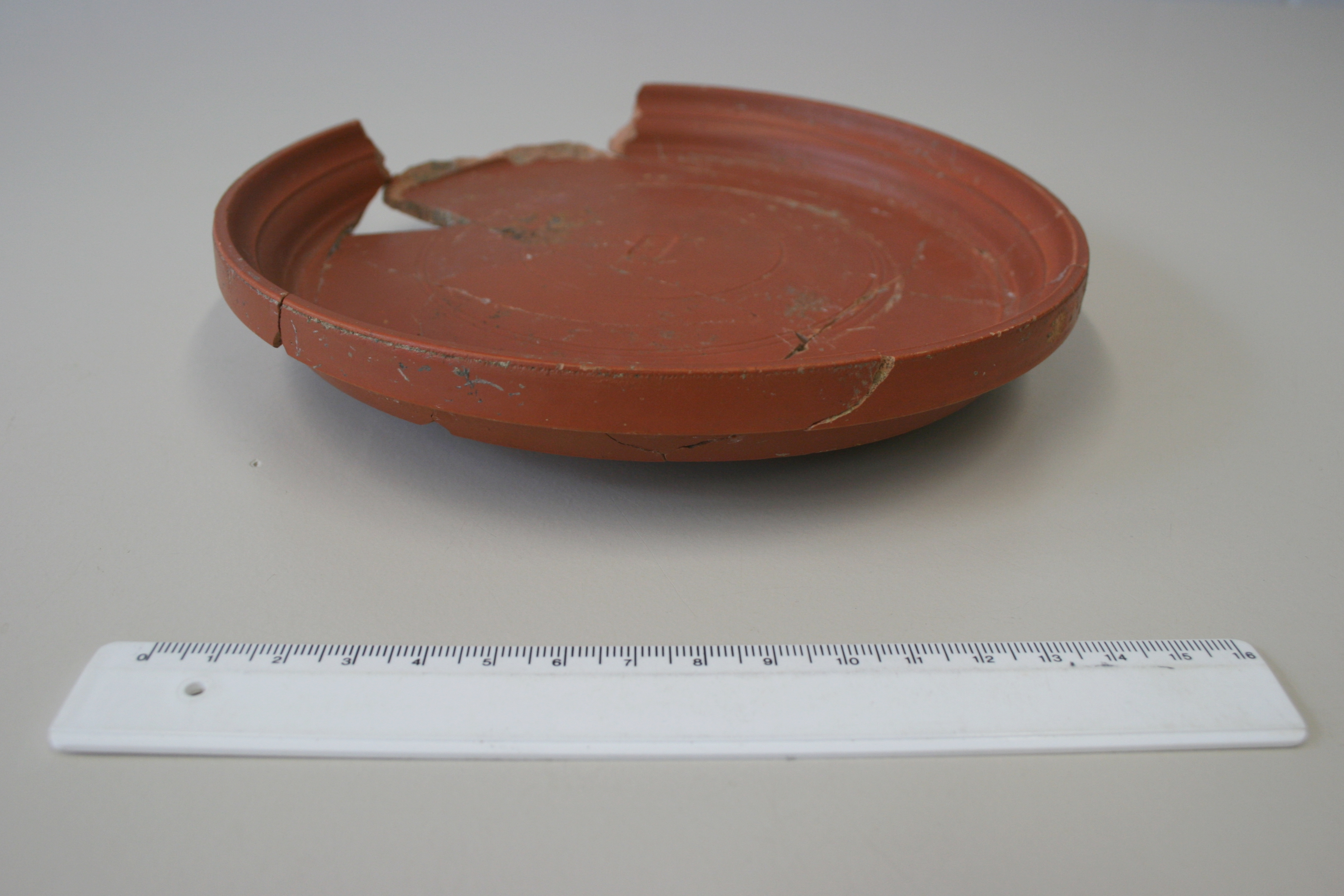
Italischer Terra-sigillata-Teller, Fundort Höchst, im Bestand des Archäologischen Museums Frankfurt

Grabungen wurden 1893/94, 1904 und 1911/12 durch Ernst Schmidt, Reinhard Suchier und Georg Wolff auf dem Stadtgebiet von Höchst durchgeführt.
Die Fundsituation zeigt eindeutig, dass das Höchster Lager in augusteischer Zeit gegründet wurde. Ob es schon zur Zeit der Feldzüge des Drusus zwischen 12 und 9 v. Chr. Bestand hatte, ist unklar, erscheint aber aufgrund seiner strategischen Lage wahrscheinlich. Auch seine Belegung ab frühtiberischer Zeit scheint gesichert, ob diese auch kontinuierlich erfolgte, ist allerdings bis dato nicht genau zu bestimmen. Eine zeitweilige Aufgabe und nachfolgende Wiederbesetzung im Zuge der Feldzüge des Germanicus und eines Vorstoßes in die Wetterau gegen die Chatten von 14 bis 16 n. Chr. erscheint denkbar. Nach Abbruch dieser Offensiven wurde der Stützpunkt aber wohl endgültig aufgegeben.
Das Fundmaterial aus dem Kastellbereich weist ein frühes kaiserzeitliches Keramikspektrum auf, das in rechtsrheinischen Gebieten Obergermaniens selten ist. Die gefundenen Münzen beginnen mit fünf keltischen Prägungen, worauf eine große Zahl augusteischer Münzen folgt, darunter besonders die häufig in Germanien anzutreffenden Nemausus-Asse, die Lyoner Altar-Serie und die Münzmeister-Serien. Die mittelkaiserzeitliche Münzreihe endet mit einem Sesterz des Mark Aurel, im Bereich der Ziegelei im heutigen Nied mit einer Bronzemünze des Caracalla oder Elagabal. Bemerkenswert ist eine Reihe spätrömischer Münzen, vorwiegend Folles sowie ein Münzschatz aus 80 gleichen Folles des Konstantin in der Bolongarostraße, die Schlussmünze ist eine Siliqua des Honorius.
Ernst Schmidt und Georg Wolff nehmen an, dass sich im Gebiet von Höchst auch ein Steinkastell befunden haben könnte. Hinweise oder Funde, die diese Spekulation stützen, gibt es allerdings bislang keine.

## Auswirkungen auf das Höchster Stadtbild
Hinweise in der Literatur von E. Schmidt, dass sich das Kastell in der Straßenführung von Höchst widerspiegelt, sind als falsch anzusehen. Zum einen basiert diese Aussage auf einem rechteckigen Kastell in der klassischen, spielkartenförmigen Form der Saalburg oder des Kastell Feldberg, was aber der örtlichen Fundsituation widerspricht. Zudem werden Straßenzüge miteinander verwechselt. Weiterhin ignoriert E. Schmidt, dass für einen Zeitraum von gut 500 Jahren nicht von einer erwähnenswerten Besiedlung des Areals auszugehen ist. Selbst die Besiedlung des Höchster Gebiets zur Zeit der urkundlichen Ersterwähnung im Jahr 790 war spärlich und bestand nur aus verstreuten Einzelgehöften. Erst ab dem 9. Jahrhundert begann ein durch kirchliche Siedlungspolitik geförderter ländlicher Strukturwandel, so dass zu Beginn des 11. Jahrhunderts von einem Dorf Höchst die Rede sein kann.

## Die Legionsziegelei
Der Namen der heutigen Höchster Straße löste den alten Gemarkungsnamen Im Ziegelfeld
(⊙) in diesem Bereich ab. Als das Areal in der heutigen Gemarkung Nied noch nicht bebaut war, sondern noch landwirtschaftlich bewirtschaftet wurde, fielen den Landwirten beim Pflügen immer wieder Ziegelbruchstücke auf. So wurde man bereits im 19. Jahrhundert auf eine mögliche römische Besiedlung aufmerksam und leitete daraufhin entsprechende Untersuchungen ein. Aber erst die Grabungen unter G. Wolff offenbarten 1891 mehrere Ziegelbrennöfen, Tonschlämmgruben sowie Werkstätten und Schuppen. Diese erstreckten sich über den Bereich des heutigen Schwedenpfads (⊙).
Gefunden wurden zudem hunderte von Tonziegeln. Sie waren gestempelt und trugen die Zeichen verschiedener Truppenteile: der Legio I Adiutrix, VIII Augusta, XIIII gemina Martia victrix, XXI Rapax, XXII primigenia pia fidelis und der Cohors I Asturum. Spätere Ausgrabungen – die letzten 1960/61 – brachten zudem Hinweise auf Töpfereibetriebe. Unter anderem wurde hier auch die Wetterauer Ware produziert.
Die Lage der Ziegelei war gut gewählt, da über Nidda und Main die Kastelle in Obergermanien mit Baumaterial versorgt werden konnten. Die zugehörigen Tongruben lagen in Kelkheim-Münster. Die Ziegel fanden meist beim Bau der Lagerthermen an den Limeskastellen Verwendung.

## Geschichtliche Einordnung
Die Erkundungen durch Wolff zeigen, dass seit dem Chattenkrieg Domitians 83 bis 85 n. Chr. die wichtigsten Produktionsstätten der Mainzer Legionen am Ziegelfeld lagen. Die I., XIV. und XXI. Legion ließen hier Ziegel brennen, auch eine Auxiliarkohorte – die Cohors I Asturum – produzierte hier, war ggf. sogar in Höchst stationiert. Die vorgenannten Legionen wurden nach und nach abgezogen und um 92 n. Chr. durch die XXII. Legion ersetzt. Die Ziegelherstellung wurde durch diese noch so lange weiterbetrieben, bis der obergermanische Limes fertiggestellt war, etwa bis 120/125 n. Chr. Danach folgte eine mehrjährige Pause, die Herstellung der Töpferware ging allerdings weiter, die Fertigung lag nun wohl in der Hand von Zivilisten. Als der Odenwald-Limes weiter nach Osten verlegt wurde, wurde die Ziegelproduktion von der XXII. Legion zwischen 150 und 160 n. Chr. wieder aufgenommen. Ab dem fortgeschrittenen 2. Jahrhundert wurde der Bedarf an Ziegeln für militärische Bauten von kleineren Ziegeleien gedeckt, von denen diejenige der Cohors IV Vindelicorum am Kastell Großkrotzenburg die bedeutendste war.